# Verde cinabro
Verde cinabro è una tonalità del colore verde. Questo pigmento è composto con una miscela di blu di Prussia e di giallo cromo, pertanto non si trova in natura e il riferimento al cinabro è di fantasia.